# Yding Sogn
Yding Sogn er et sogn i Horsens Provsti (Århus Stift).
I 1800-tallet var Yding Sogn anneks til Østbirk Sogn. Begge sogne hørte til Voer Herred i Skanderborg Amt. Østbirk-Yding sognekommune blev ved kommunalreformen i 1970 indlemmet i Gedved Kommune, der ved strukturreformen i 2007 indgik i Horsens Kommune.
I Yding Sogn ligger Yding Kirke.
I sognet findes følgende autoriserede stednavne:
- Kvejnbjerg (bebyggelse)
- Såby (bebyggelse, ejerlav)
- Yding (bebyggelse, ejerlav)
- Yding Lattange (bebyggelse)
- Yding Lykke (bebyggelse)
- Yding Rode (bebyggelse)